# Offne
Offne är en by i Mattmars socken, Åre kommun, Jämtlands län. 
Offne ligger i socknens östra del cirka 5 km från E14.